# Fichtenberg-Oberschule
Die Fichtenberg-Oberschule ist ein Berliner Gymnasium mit rund 800 Schülern und liegt in der Rothenburgstraße in Berlin-Steglitz. Eine Besonderheit der Schule besteht in der Integration von blinden und sehbehinderten Schülern, die seit 1980 durchgeführt wird. Das Schulgebäude ist als Baudenkmal geschützt.

## Geschichte
Die Schule hat ihren Ursprung in der öffentlichen höheren Mädchenschule in Steglitz, die am 19. April 1904 ihren Lehrbetrieb aufnahm. Im Oktober 1912 zog die Schule von der Plantagenstraße in eigene Räume in der Rothenburgstraße 18 und führte hier als Kaiserin Auguste Victoria-Lyzeum junge Mädchen zur Hochschulreife. 1924 erhielt sie den Namen Auguste-Viktoria-Schule. Zu dieser Zeit wurde die erste Schülerselbstverwaltung eingerichtet. Während des Nationalsozialismus, der das Ziel der weiblichen Erziehung in der kommenden Mutterrolle sah, wurde der naturwissenschaftliche Unterricht zugunsten der nationalsozialistischen Ideologie entsprechenden Fächern wie Vererbungslehre und Rassenhygiene reduziert. Jüdische Lehrkräfte und Schülerinnen mussten die Schule verlassen, die nun den Namen Steglitzer Oberschule für Mädchen erhielt. 1936 wurde eine Schultennisabteilung gegründet. Während des Zweiten Weltkrieges diente das Schulgebäude als Lazarett und Behelfskrankenhaus, so dass die verbliebenen Schülerinnen auf benachbarte Schulen verteilt und zum Teil aufs Land geschickt wurden.
Nach dem Zweiten Weltkrieg wurde der Unterricht in verschiedenen behelfsmäßig hergerichteten Gebäuden aufgenommen, bis die Schülerinnen 1953/1954 wieder das alte Gebäude in der Rothenburgstraße bezogen. Ab Mai 1951 als 4. OWZ (Oberschule Wissenschaftlicher Zweig) geführt, erhielt das Gymnasium 1956 den heutigen Namen Fichtenberg-Oberschule.
Im Gebäude Rothenburgstraße 18 befand sich ab 1953 die Rothenburg-Grundschule, die seit 1985 ebenfalls gemeinsamen Unterricht behinderter und nicht behinderter Kinder anbietet. Im Mai 2013 zog die Grundschule in das Nachbargebäude der ehemaligen Kgl. Einkommensteuer-Veranlagungs-Kommission um.
Seit 1965 steht die Schule allen Geschlechtern offen. 1965 wurde in der Oberstufe ein Ausbildungsschwerpunkt Sozialwissenschaften gebildet. 1980 begann die Integration sehbehinderter Jugendlicher. Seit 1984 kooperiert die Schule im Bereich der gymnasialen Oberstufe mit dem 1200 Meter entfernten Paulsen-Gymnasium.
Ende September 2016 wurde die Gesamtsanierung der Schule angekündigt und 2017 begonnen. Für die Sanierung wurden vom Senat insgesamt 20,57 Millionen Euro bis zum Jahr 2020 bewilligt. Die Sanierung soll 2025 abgeschlossen werden.

## Namensgeber Fichtenberg
Die Schule liegt in einem verkehrsberuhigten Bereich am Fuße einer Parkanlage am Fichtenberg, der mit 68 Metern höchsten Erhebung im Stadtteil Steglitz. Der Berg trug bis zum 20. Oktober 1913 den Namen Kiefernberg, um den herum das 1242 erstmals erwähnte Dorf Stegelitze entstand, das zu Steglitz wurde. Die Gegend um den Berg galt im 19. Jahrhundert als eine bevorzugte Wohnlage mit entsprechendem Ambiente und zählt noch heute zu den gediegenen Berliner Villenvierteln. Darüber hinaus ist der Fichtenberg Quell des historisch und landschaftlich interessanten Bäkefließes, das unweit der Schule entspringt und 1906 bis auf zwei kleine Restteile im Teltowkanal aufging.

## Architektur und Gelände

### Schulgelände
Die von Hans Heinrich Müller im Stil der Reformarchitektur geplante Fichtenberg-Oberschule grenzt unmittelbar an die benachbarte Rothenburgschule, mit welcher sich die Oberschule das Gelände teilt. Das etwa 10.000 Quadratmeter umfassende Grundstück wird begrenzt von der Rothenburgschule und der Zeunepromenade im Norden, im Osten von der Rothenburgstraße und im Süden und Westen von Wohnhäusern der Straße Am Fichtenberg. Auf dem Grundstück befinden sich das Schulgebäude, die Turnhalle sowie weitere Sportflächen.

## Schulleben

### Schulprofil
Die Fichtenberg-Oberschule hat das Schulprofil Gesellschaftswissenschaftliches Profil. Zur Verstärkung dieses Schulprofils bietet die Schule in allen Jahrgangsstufen gesellschaftswissenschaftliche Fächer wie  Sozialwissenschaften, Philosophie und Psychologie an. Zudem finden regelmäßige Projekttage, Podiumsdiskussionen und Vorträge statt. Die Schüler der Klassenstufe 7 erhalten eine zusätzliche Stunde soziales Lernen.

### Sprachenfolge
Ab der Klassenstufe 7 bietet die Fichtenberg-Oberschule die französische oder die spanische Sprache als zweite Fremdsprache an. Ab der Klassenstufe 8 wird zudem Latein im Rahmen der Wahlpflichtfächer als dritte Fremdsprache angeboten. Ab der 10. Klasse ist es außerdem möglich, Französisch oder Spanisch als dritte Fremdsprache zu erlernen.

### Integration sehbehinderter Jugendlicher
Die Fichtenberg-Oberschule verfügt über Erfahrung im Bereich der Integration/Inklusion blinder und sehbehinderter Schüler: Seit 1979 hat sie sich die Aufgabe gestellt, Sehgeschädigte ziel- und zeitgleich im gemeinsamen Unterricht zu unterrichten und zum Abitur zu führen.
Im Laufe der Jahre hat die Fichtenberg-Oberschule ein eigenes Konzept ziel- und zeitgleicher Integration entwickelt. Ausgehend davon, dass alle Wissensbereiche für Blinde und Sehbehinderte erschließbar sind, werden allen Schülern die gleichen Unterrichtsinhalte vermittelt. Die sehgeschädigten Schüler sind (abgesehen vom Fach Sport und zum Teil im Fach Bildende Kunst)  in den Unterricht integriert und durchlaufen die Schule in der gleichen Zeit; sie werden wie die anderen Schüler benotet. Sie nehmen an allen Klassen- und Kursaktivitäten sowie Arbeitsgemeinschaften teil. Besonderheiten gibt es nur im Hinblick auf die Methoden der Vermittlung (zusätzlicher Einzelunterricht insbesondere in den Naturwissenschaften), den Nachteilausgleich (z. B. zusätzlicher Zeitbedarf bei Klassenarbeiten und Klausuren) und die Stunden für die sonderpädagogische Unterstützung durch Ambulanzlehrer.
Durch den im Jahr 2008 geschlossenen Kooperationsvertrag mit der Johann-August-Zeune-Schule für Blinde wurde die jahrelange informelle Zusammenarbeit auf eine breitere Basis gestellt. Außerdem bestehen Kooperationen mit außerschulischen Partnern sowie mit der Paul-und-Charlotte-Kniese-Schule und der Brandenburgischen Schule für Blinde und Sehbehinderte. Für die sehgeschädigten Schüler stehen technische Hilfsmittel bereit (u. a. Bildschirmlesegeräte mit Tafelkameras, Notebooks). Ferner werden Unterrichtsmaterialien und Unterrichtswerke digital erfasst und je nach Sehschädigung in Punktschrift oder in Großdruck ausgedruckt.
Heute befinden sich in den Klassen 7 bis 13 in der Regel ein oder zwei sehbehinderte Schüler – im Schuljahr 2009/2010 waren es beispielsweise insgesamt drei blinde und zwölf sehbehinderte Schüler. 46 blinde oder sehbehinderte Schüler nahmen in den 25 Jahren zwischen 1979 und 2004 insgesamt den Unterricht auf, von denen bis Anfang 2006 dreiundzwanzig das Abitur bestanden.

### Aktivitäten der Schüler
Zwischen 1924 und 1929 gab es erstmals Arbeitsgemeinschaften und außerschulische Aktivitäten, da die Schule nun auch „Fähigkeiten, Probleme aufzufinden und Methoden und Arbeitsweisen, diese zu lösen“ von den Schülern erwartete. Im Jahr 1978 wurde die Schülerzeitung Wi(e)derhaken gegründet, die „eigenständig schulspezifische wie allgemeinpolitische Fragen“ kommentierte, aber 1997 geschlossen wurde. 1970 wurden einige Traditionen der Schule begründet, die unter den Schulleitern Marianne Büning (Schulleiterin 1986–1998) und Hans-Gerd Prause (Schulleiter 1998–2007) fortgesetzt werden. Zu diesen Traditionen gehören Arbeitsgemeinschaften wie z. B. die 1983 gegründete Friedens-AG oder verschiedene Facharbeitsgemeinschaften (z. B. Chemie-AG, Chor). Seit Anfang 2010 arbeiten Schüler an einer neuen Schülerzeitung, die erste Ausgabe erschien unter dem Namen KultIch – Die Zeitung der Fichtenberg-Oberschule im Juni 2010. Anfang 2011 wurde KultIch im Rahmen der Preisverleihung zum 8. Berliner Schülerzeitungswettbewerb als beste neue Schülerzeitung Berlins ausgezeichnet. Seit Beginn des Schuljahres 2015/2016 wird regelmäßig die Schülerzeitung Fichtenblatt herausgebracht, welche eine Internetpräsenz betreibt.

### Arbeitsgemeinschaften
An der Fichtenberg-Oberschule gibt es Arbeitsgemeinschaften (kurz: AGs), die nach der regulären Schulzeit wahrgenommen werden können. Die Chor AG besteht aus zwei Altersgruppen und tritt zweimal pro Jahr auf. Die Debattier-AG beschäftigt sich allgemein mit dem Halten von Reden, also mit der Mimik, der Gestik und der Artikulation. Die Film-AG beschäftigt sich mit der Produktion eines eigenen Films und allen dazu nötigen Schritten wie der Aufnahme, der Nachbearbeitung und dem Schnitt. Die Französisch-AG ist eine freiwillige Erweiterung des regulären Französischunterrichts und beschäftigt sich mit der französischen Kultur und der Sprache. Die KaGeRa-AG (Kampf gegen Rassismus AG) wurde mit dem Ziel gegründet, Rassismus zu bekämpfen und Toleranz zu fördern. Arbeitsgemeinschaften, bei denen direkt an der Schule mitgewirkt wird, sind die Technik-AG, welche für die Veranstaltungstechnik der Schule zuständig, die Garten-AG, welche sich um den schuleigenen Garten kümmert, die Medien-AG, welche sich um den medialen Auftritt der Schule kümmert, die Schülerbücherei-AG, welche sich mit der Organisation der schülergeführten Bibliothek befasst und die Schulzeitung-AG, welche seit Beginn des Schuljahres 2015/2016 existiert und seitdem die Schülerzeitung herausbringt.

## Kooperationen und Öffentlichkeitsarbeit

### Förderverein

Logo des Fördervereins der Fichtenberg-Oberschule

Der Förderverein der Fichtenberg-Oberschule ist der Förderverein der Freunde der Fichtenberg-Oberschule e. V. Die Mitglieder des Vereins bestehen aus Lehrern, Eltern, Schülern, Ehemaligen und Freunden der Fichtenberg-Oberschule, welche schulische Aktivitäten und Projekte regelmäßig finanziell unterstützen.

### Kooperationen mit anderen Schulen
Die Fichtenberg-Oberschule kooperiert mit der benachbarten Rothenburg-Schule in der Rothenburgstraße 16/17 sowie mit der Johann-August-Zeune-Schule für Blinde in der Rothenburgstraße 14. Die Kooperation dieser drei Schulen zeichnet sich durch einen regelmäßigen Austausch der Schulleitung, gemeinsame Schul- und Fachkonferenzen, Besuchstage, gegenseitiges Nutzen von Räumlichkeiten und Medien und Austausch von Erfahrungen über die Inklusion von Sehbehinderten aus.
Mit dem Paulsen-Gymnasium besteht ebenfalls ein Kooperationsvertrag, der sich mehr auf gemeinsame Unterrichtsfächer und ein gemeinsames Profil bezieht.

### Contact Jugendhilfe
Die Schule arbeitet mit dem Jugendhilfe- und Bildungsträger Contact Jugendhilfe zusammen. Diese soziale Einrichtung bietet zwei Mal wöchentlich eine der Seelsorge ähnliche Sprechstunde an, in der die Schüler mit einer ausgebildeten sozialpädagogischen Fachkraft sprechen können.

### Allgemeiner Blinden- und Sehbehindertenverein
Die Fichtenberg-Oberschule arbeitet mit dem Allgemeinen Blinden- und Sehbehindertenverein Berlin gegr. 1874 (kurz: ABSV) zusammen.

### Demonstration gegen rechts
Am 28. Februar 2024 demonstrierten viele Schüler der Schule auf einer von der Schülervertretung und der FioRa (= Fichte ohne Rassismus AG) organisierten Demonstration unter dem Motto Schule gegen rechts – 1933 soll im Geschichtsbuch bleiben. Angemeldet waren 200 Teilnehmende; laut Polizei haben rund 2000 Menschen an der Demonstration teilgenommen. Demonstriert wurde vom Hermann-Ehlers-Platz über die Schloßstraße zum Walther-Schreiber-Platz und wieder zurück.

## Persönlichkeiten
Schüler
- Hermine Villinger (1849–1917), Schriftstellerin
- Mathilde Drees (1862–1938), Pädagogin und Politikerin, 1897–1899 Teilnahme an Oberlehrerinnenkursen (Deutsch und Französisch)[9]
- Charlotte Bühler (1893–1974), Entwicklungspsychologin
- Hilde Benjamin (1902–1989), Justizministerin der DDR
- Elisabeth Noelle-Neumann (1916–2010), Meinungsforscherin und Gründerin des Instituts für Demoskopie Allensbach
- Henry de Winter (* 1959), Sänger
- Andreas Kugler (* 1967), Politiker